# U–858
Az U–858 tengeralattjárót a német haditengerészet rendelte a brémai AG Wessertől 1941. június 5-én. A hajót 1943. szeptember 30-án vették hadrendbe. Két harci küldetése volt, hajót nem süllyesztett el.

## Pályafutása
Az U–858 1944. június 12-én futott ki Kielből első járőrútjára, kapitánya Thilo Bode volt. Az Atlanti-óceán északi részén, Grönlandtól délkeletre vadászott. Szeptember 19-én egy B–24 Liberator, közel Norvégiához hét mélységi bombát dobott a búvárhajóra, amely a sérült U–867-et kereste. A tengeralattjáró egy éles fordulat után lemerült. Az újabb mélységi bombák, csak kisebb károkat okoztak.
Második harci küldetésére Hortenből indult az U–858 1945. március 11-én. Átszelte az óceánt, hogy az amerikai partok előtt vadásszon, de a német kapituláció miatt május 14-én megadta magát. Az U–858 volt az első német búvárhajó, amely megadta magát az amerikaiaknak.

## Kapitány
| Név        | Kezdőnap             | Zárónap         |
| ---------- | -------------------- | --------------- |
| Thilo Bode | 1943. szeptember 30. | 1945. május 14. |

## Őrjáratok
| Indulás | Indulónap         | Érkezés | Zárónap              |
| ------- | ----------------- | ------- | -------------------- |
| Kiel    | 1944. június 12.  | Farsund | 1944. szeptember 27. |
| Horten  | 1945. március 11. | Lewes   | 1945. május 14.      |